# (56329) Tarxien
(56329) Tarxien (1999 WO1) – planetoida z pasa głównego asteroid okrążająca Słońce w ciągu 3,56 lat w średniej odległości 2,33 j.a. Odkryta 28 listopada 1999 roku.